# شهرستان البمارل (ویرجینیا)
شهرستان البمارل، ویرجینیا (به انگلیسی: Albemarle County, Virginia) یک سکونتگاه مسکونی در ایالات متحده آمریکا است که در ویرجینیا واقع شده‌است.

## خصوصیات
شهرستان البمارل ۱٬۸۸۰٫۳۴ کیلومترمربع مساحت دارد.

## خواهرخوانده
شهر پراتو خواهرخواندهٔ شهرستان البمارل، ویرجینیا هست.